# Jan IV van Ranst

Wapen van de familie Ranst.

Jan IV van Ranst, ook wel "Van Raenst" (±1450-1503) bijgenaamd "de Machtige", was een Bourgondische edelman in het hertogdom Brabant die in 1480 tot markgraaf van Antwerpen werd benoemd en uitgestrekte bezittingen had in het zuiden van Antwerpen als heer van Berchem, Boechout, Cantecroy, Hove, Mortsel, Edegem en Luithagen. Hij diende als burgemeester van Antwerpen in 1494.

## Levensloop
Hij was een zoon van Daniel van Ranst en Catharina de Papen en werd zeer waarschijnlijk "onder de vleugels" van zijn oom Jan III van Ranst opgeleid als zijn erfgenaam in diverse bestuursfuncties binnen en buiten de stad Antwerpen. In 1476 overleed Jan III en zijn bezittingen kwamen toe aan acht erfgenamen. Na jaren van nasleep werd de nalatenschap verdeeld onder de neven Hendrik van Ranst en Jan IV. 
Jan trouwde als jongeman met Margritte Colibrand, en na haar overlijden huwde hij met Agnes van Heysvelt. Uit beide relaties kwamen geen kinderen voort die het kraambed overleefden. 
In 1477 wist Jan van Ranst een opstand in Antwerpen als scherprechter van de vierschaar in de kiem te smoren, wat hem in de gunst van het Bourgondische hof bracht. Daarom werd hij onder het bewind van Maximiliaan van Oostenrijk in 1480 tot markgraaf van Antwerpen en het land van Rijen benoemd, dit deed hij tot 1492, en later was hij Maximiliaans vertrouweling als kamerheer.
Van Ranst kreeg in maart 1481 de opdracht Joost van Lalaing, stadhouder van Holland, te steunen met het Beleg van Leiden. Het duurde tot 30 maart voordat Leiden helemaal omsloten was door het Brabants-Hollands leger, en rond 14 april gaven de inwoners zich over aan Van Ranst en zijn manschappen. De Utrechtse Hoeken onder Reynier van Broekhuyzen wisten echter de stad in stilte te ontsnappen en vluchtte naar Montfoort, waarna in de zomermaanden van 1481 de Stichtse Oorlog ontstond. In oktober 1481 werd opnieuw een beroep gedaan op Van Ranst en zijn manschappen, hij voegde zich in Vreeswijk bij een ingericht Hollands kamp bij de lekdijk om de rivierstroom in de gaten te houden op Utrechtse Hoeken. Van Ranst werd echter verrast door de Utrechtse Hoeken onder Jan III van Montfoort en de Slag bij Vreeswijk volgde op 13 oktober 1481. Van Ranst kon op tijd het strijdtoneel verlaten, maar verloor veel manschappen en ook de veldslag.
In 1494 liet hij in Luithagen een kapel bouwen, toegewijd aan de heilige Anna. Later zou deze kapel uitgroeien tot het Sint-Annendaelklooster. Hij werd er na zijn dood in 1503 begraven. Ook zijn tweede echtgenote, Agnes van Heysvelt, overleden in 1498, vond er haar laatste rustplaats.